# Yola Ramírez
Yolanda »Yola« Ramírez Ochoa, mehiška tenisačica * 1. marec 1935, Ciudad de México, Mehika, † 9. marec 2025.
V posamični konkurenci je največji uspeh kariere dosegla v letih 1960 in 1961, ko se je dvakrat zapored uvrstila v finale turnirja za Amatersko prvenstvo Francije, kjer sta jo premagali Darlene Hard in Ann Haydon. Na turnirjih za Nacionalno prvenstvo ZDA se je najdlje uvrstila v četrtfinale v letih 1961 in 1963, kot tudi na turnirjih za Prvenstvo Anglije v letih 1959 in 1961. V konkurenci ženskih dvojic se je trikrat skupaj z Rosie Reyes uvrstila v finale turnirja za Amatersko prvenstvo Francije, leta 1958 je turnir tudi osvojila, in enkrat Nacionalno prvenstvo ZDA skupaj z Eddo Buding. V konkurenci mešanih dvojic je leta 1959 skupaj z Billyjem Knightom osvojila turnir za Amatersko prvenstvo Francije.

## Finali Grand Slamov

### Posamično (2)

#### Porazi (2)
| Leto | Turnir                           | Nasprotnica v finalu | Rezultat finala |
| 1960 | Amatersko prvenstvo Francije     | Darlene Hard         | 3–6, 4–6        |
| 1961 | Amatersko prvenstvo Francije (2) | Ann Haydon           | 2–6, 1–6        |

### Ženske dvojice (4)

#### Zmage (1)
| Leto | Turnir                       | Partnerica  | Nasprotnici v finalu                | Rezultat finala |
| 1958 | Amatersko prvenstvo Francije | Rosie Reyes | Mary Bevis Hawton Thelma Coyne Long | 6–4, 7–5        |

#### Porazi (3)
| Leto | Turnir                           | Partnerica  | Nasprotnici v finalu            | Rezultat finala |
| 1957 | Amatersko prvenstvo Francije     | Rosie Reyes | Shirley Bloomer Darlene Hard    | 5–7, 6–4, 5–7   |
| 1959 | Amatersko prvenstvo Francije (2) | Rosie Reyes | Sandra Reynolds Renée Schuurman | 6–2, 0–6, 1–6   |
| 1961 | Nacionalno prvenstvo ZDA         | Edda Buding | Darlene Hard Lesley Turner      | 4–6, 7–5, 0–6   |

### Mešane dvojice (1)

#### Zmage (1)
| Leto | Turnir                       | Partner      | Nasprotnika v finalu      | Rezultat finala |
| 1959 | Amatersko prvenstvo Francije | Billy Knight | Rod Laver Renée Schuurman | 6–4, 6–4        |